# Баранська (присілок)
Бара́нська (рос. Баранская) — присілок у складі Тарногського району Вологодської області, Росія. Входить до складу Верховського сільського поселення.

## Населення
Населення — 11 осіб (2010; 28 у 2002).
Національний склад (станом на 2002 рік):
- росіяни — 100 %